# Општина Манаштиур (Тимиш)
Манаштиур (рум. Mănăştiur) општина је у Румунији у округу Тимиш.
Oпштина се налази на надморској висини од 184 m.